# Wilhelm Salb
Wilhelm Salb (* 19. Juni  1864 in Neumarkt in der Oberpfalz; † 27. Januar 1934 in Cham) war ein deutscher Verwaltungsjurist und Bezirksoberamtmann.

## Leben
Nach dem Studium der Rechtswissenschaften kam Wilhelm Salb in die öffentliche Verwaltung und wurde 1894 Assessor im Bezirksamt Stadtsteinach und 1898 im Bezirksamt Stadtamhof. Am 16. Dezember 1904 erhielt er die Ernennung zum Bezirksamtmann in Cham. Zum Jahresbeginn 1917 wurde er Regierungsrat und am 1. April 1920 als Bezirksoberamtmann übergeleitet und zum Oberregierungsrat befördert.
Seit dem Wintersemester 1884/85 war er Mitglied der musischen Studentenverbindung Akademischer Gesangverein München im SV.
Zum Jahresende 1928 trat Salb in den Ruhestand.

## Ehrungen
- Ehrenbürger der Stadt Cham